# Psilacrum milichioides
Psilacrum milichioides är en tvåvingeart som beskrevs av Ismay 1986. Psilacrum milichioides ingår i släktet Psilacrum och familjen fritflugor. Inga underarter finns listade i Catalogue of Life.